# Torbjörn Nilsson
Torbjörn Nilsson (* 9. Juli 1954 in Västerås) ist ein ehemaliger schwedischer Fußballspieler und heutiger -trainer.

## Leben
Nilsson begann seine Karriere bei Jonsereds IF, wechselte aber schon als 20-Jähriger 1974 zum IFK Göteborg. Dort wurde er zu einem sehr erfolgreichen Stürmer und mehrere Top-Klubs aus ganz Europa wurden auf den jungen Schweden aufmerksam. 1976 wechselte er in die Niederlande zur PSV Eindhoven und gab auch sein Debüt für die schwedische Nationalmannschaft. Der Wechsel ins Ausland verlief allerdings nicht so erfolgreich, wie von ihm erhofft und schon ein Jahr später wechselte Nilsson wieder zurück nach Göteborg. Dort lief er wieder zu alter Form auf und gewann 1979 und 1982 den Schwedischen Pokal, 1982 die Schwedische Meisterschaft und als Krönung 1982 den UEFA-Pokal. Aufgrund dieser Leistungen wurde er zum besten schwedischen Spieler des Jahres ernannt und bekam wieder Angebote von anderen europäischen Vereinen und wechselte 1982 in die Bundesliga zum 1. FC Kaiserslautern. Kurios bei dem Wechsel war, dass er wenige Wochen zuvor Kaiserslautern aus dem Halbfinale des UEFA-Pokals geworfen hatte. Nach zwei Jahren in Deutschland ging er wieder zu seinem alten Klub Göteborg zurück, mit dem er 1984 abermals die Schwedische Meisterschaft gewinnen konnte.

## Erfolge
- Nationalmannschaft: 28 Länderspiele (9 Tore) zwischen 1976 und 1985
- Teilnahme an der Fußball-Weltmeisterschaft 1978
- UEFA-Pokal: 1982
- Schwedischer Meister: 1982, 1984
- Schwedischer Pokal: 1979, 1982
- Guldbollen (schwedischer Fußballer des Jahres): 1982
- Mitglied in der schwedischen „Hall of Fame“